# Intranet nacional
El intranet nacional es una red basada en Internet Protocol de tipo jardín vallado mantenida por un Estado nación como un sustituto nacional del Internet global, con fines de controlar y monitorizar las comunicaciones de sus habitantes, así como restringir su acceso a fuentes de información externas. También se le conoce con otros nombres, como el de "Internet halal" en los países islámicos.
Tales redes generalmente ofrecen acceso a medios de comunicación controlados por el Estado y alternativas nacionales a servicios de Internet extranjeros: motores de búsqueda, correo electrónico y otros. Estas redes pueden ser vistas como el ápice de una política de censura del Internet y vigilancia computarizada, en donde el Internet público y sus servicios son completamente reemplazados por sustitutos alternativos controlados por el Estado.

## Países que poseen intranet nacional

### Birmania
Antes de 2011, Birmania tenía un intranet nacional llamado Myanmar Wide Web.

### China
El Internet en China es un jardín vallado en términos de estructura, pero al mismo tiempo depende de Europa y Estados Unidos para la conectividad externa. China efectivamente podría retirarse del internet global y mantener su conectividad interna a través de un intranet nacional. Esto significaría que los demás países no se podrían conectar con China y viceversa para los empresarios/usuarios chinos.

### Corea del Norte

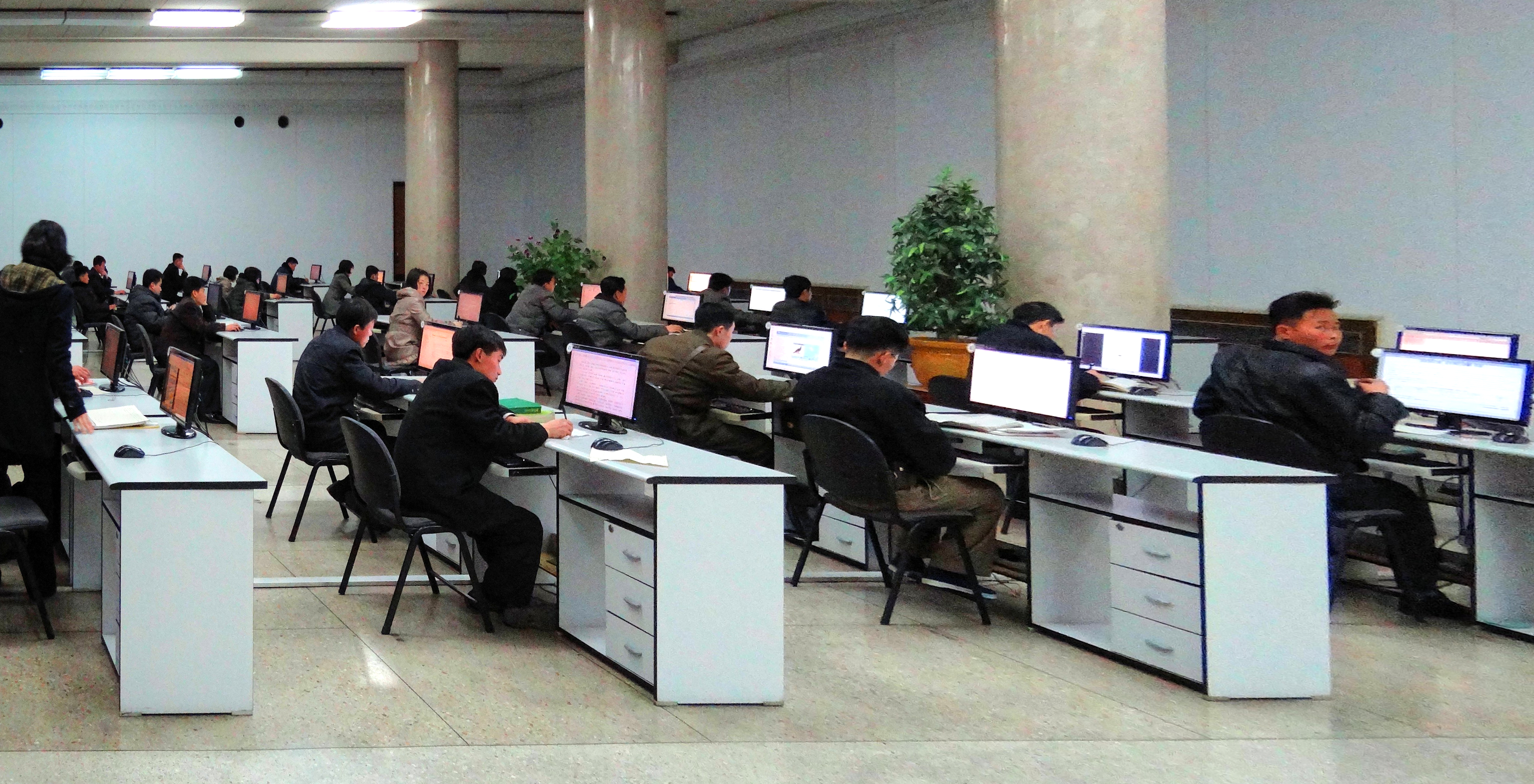
Un salón de computadoras con acceso a Kwangmyong en el Gran Palacio de Estudios del Pueblo de Pionyang.

La red norcoreana Kwangmyong, que se remonta al año 2000, es la más famosa de estas redes. Cuba y Birmania también emplean un sistema de red similar que está separado del Internet.
Esta red emplea nombres de dominio bajo el dominio de nivel superior .kp que no son accesibles desde el internet global. Desde 2016, la red emplea direcciones IPv4 reservadas para redes privadas en el rango 10.0.0.0/8.

### Cuba
Cuba tiene su propio intranet nacional, llamado Red Nacional.

### Estados Unidos
En 2020, el Departamento de Energía de los Estados Unidos reveló los planos para crear un internet nacional cuántico.

### Irán
En abril de 2011, el oficial iraní Ali Agha-Mohammadi anunció los planes del gobierno para lanzar su propio "internet halal", que sería conforme con los valores islámicos y ofrecería servicios "apropiados". Creando esta red, similar al ejemplo norcoreano, se evitaría el ingreso de información no deseada del extranjero al sistema cerrado iraní. El jardín vallado iraní vendría con un servicio de correo electrónico y un motor de búsqueda propios.
La Red Nacional de Información iraní funciona de forma similar al Gran Cortafuegos chino.

### Rusia
En 2020, Rusia probó su intranet nacional llamado Runet (Internet de Rusia).